# Храм Воздвижения Креста Господня (Ополье)
Храм Воздвижения Креста Господня или Крестовоздвиженская церковь — православный храм в селе Ополье Кингисеппского района Ленинградской области. Построен во второй половине XIX века. Является памятником истории.
Престольный праздник — 27 сентября.

## История и архитектура
Первые упоминания о существовавшей здесь деревянной церкви, стоявшей на ямском тракте, относятся ещё к XV веку. В 1734 году вместо неё выстроили новую, тоже деревянную, которая переделывалась в 1760 году. К 1874 году здание сильно обветшало и было разобрано.
Граф Пётр Павлович Шувалов, которому принадлежало село, подал в Синод прошение о строительстве в Ополье новой каменной церкви. Разрешение было получено. В 1874—1883 годах шли строительные работы под руководством епархиального архитектора И. И. Буланова. Церковь возведена однокупольной, с высокой колокольней. В архитектуре видны черты русско-византийского стиля. В церкви два придела: апостолов Петра и Павла, а также святого Николая Чудотворца.
В 1899 году в приходе состояли село Ополье, деревни Ямсковицы, Тикописи, Алексеевка, Новоселки, Лялицы, Гурлево, Литизно, Валии, Ожтопели, Мануклово, Малая и Большая Пустомержа, Врюмбели Карпово (423 двора, 1212 мужчин и 1386 женщин).
В 1906—1918 годах настоятелем церкви являлся священник Гавриил Семеновский, который был арестован в августе 1918 года.
Храм был закрыт в 1937 году. Иконостасы были увезены в Волосово, а утварь и образа расхищены. Вновь церковь была открыта в сентябре 1942 года, вскоре после начала немецкой оккупации. Настоятелем стал протоиерей Александр Степанов, служивший здесь вплоть до 1945 года. В один из приделов Крестовоздвиженского храма был перенесен иконостас из церкви Рождества Пресвятой Богородицы деревни Пенино. 29 января 1944 года отступавшие немцы расстреляли псаломщика храма Павла Слепнева и 23 прихожан. 
Настоятелем Крестовоздвиженского храма в 1990-е годы стал протоиерей Иоанн Белевцев, профессор Санкт-Петербургской духовной академии.

## Галерея

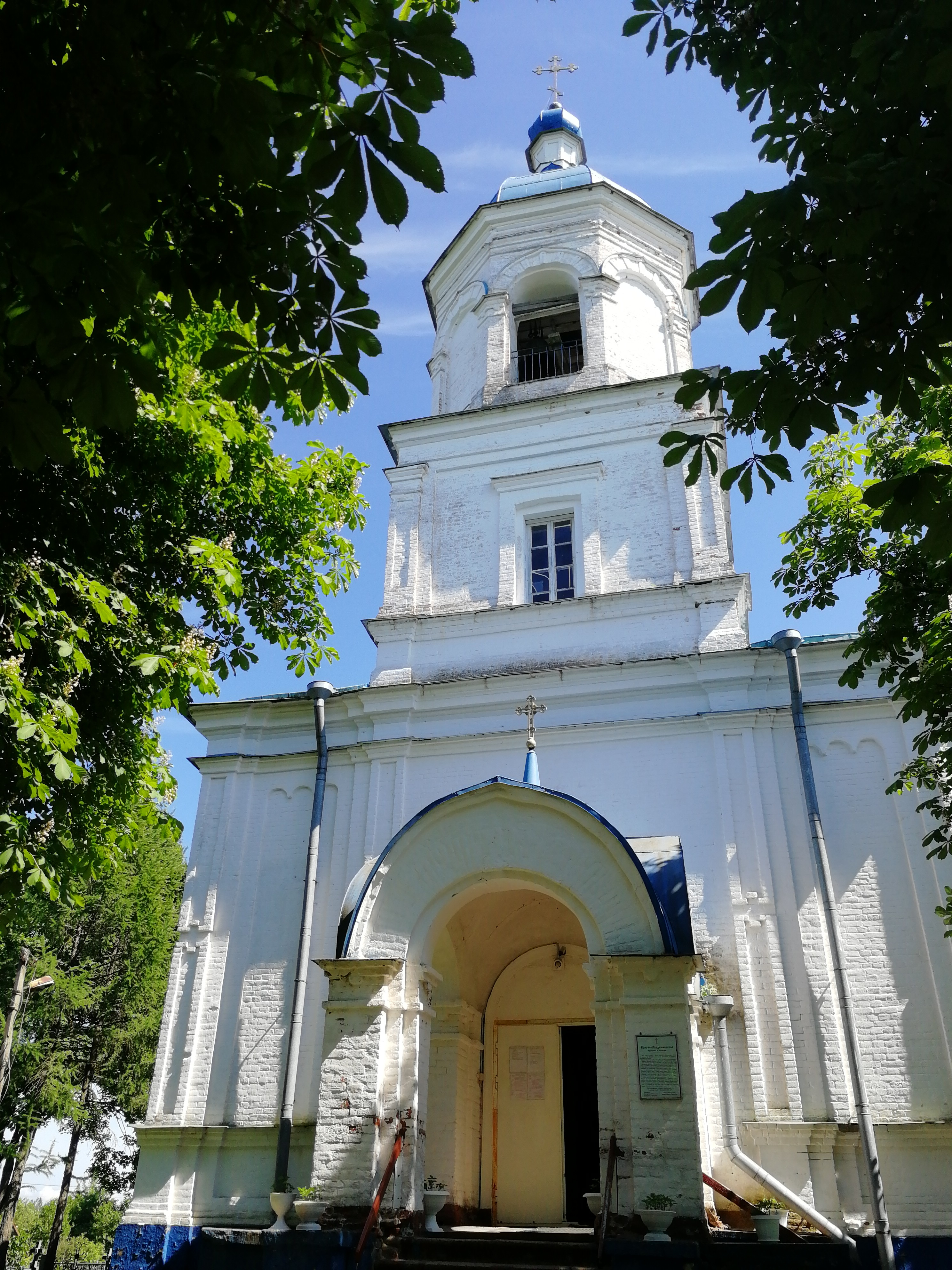
Колокольня (2018)
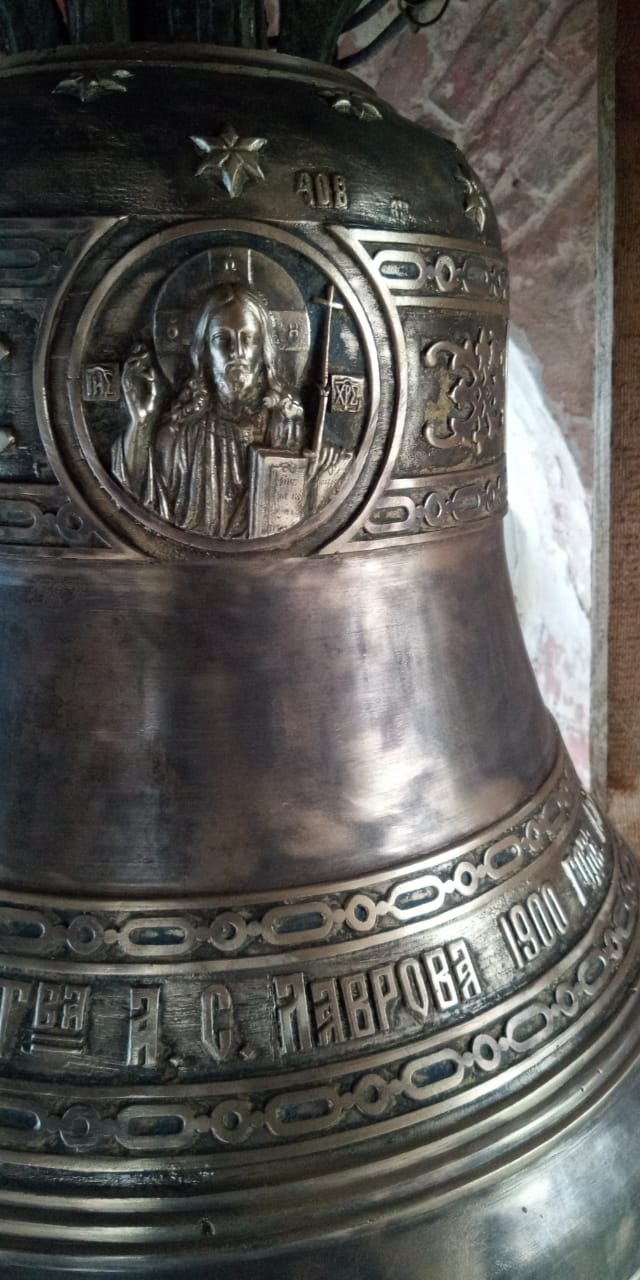
Фрагмент колокола (2020)
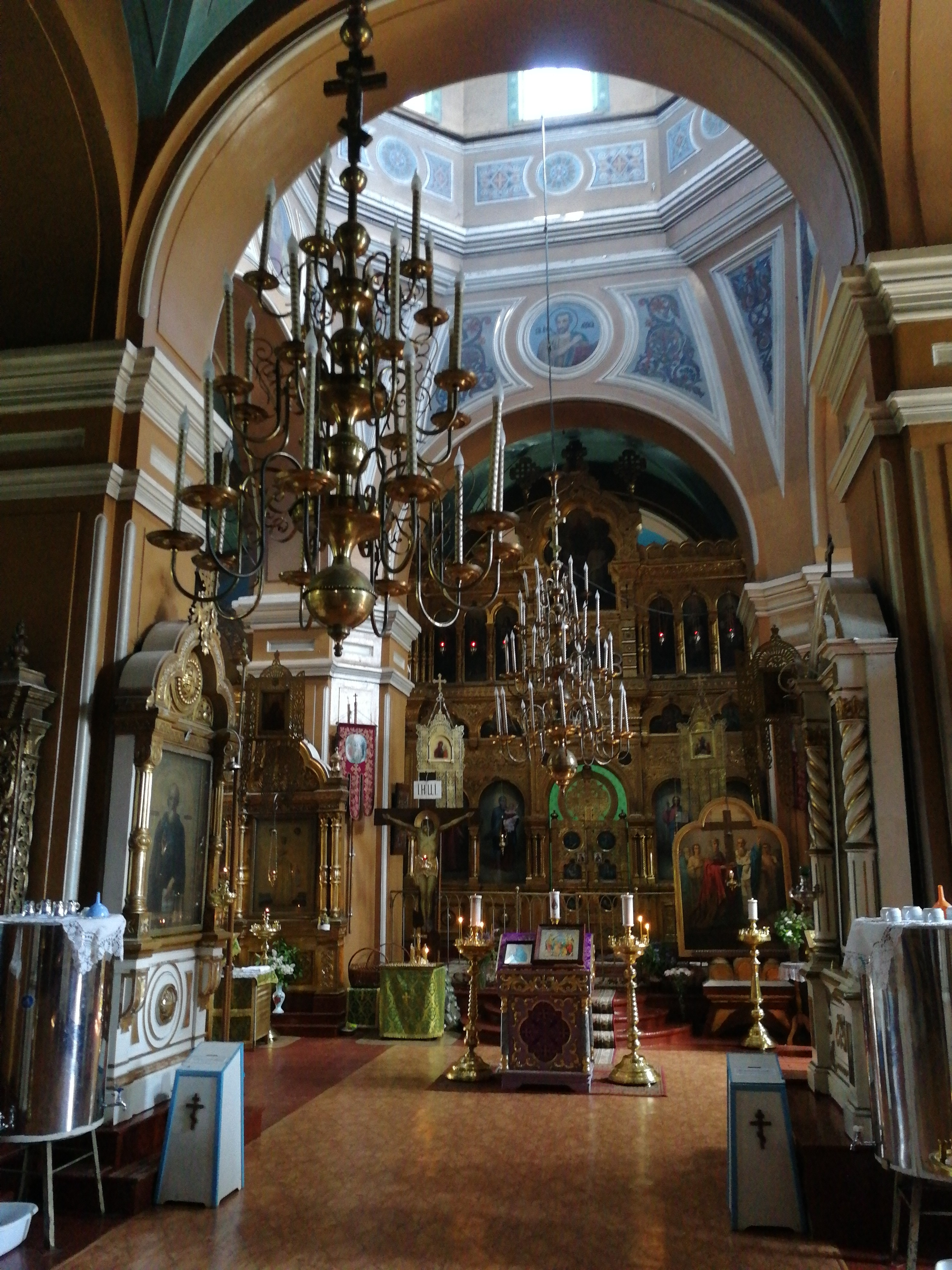
Интерьер храма (2018)
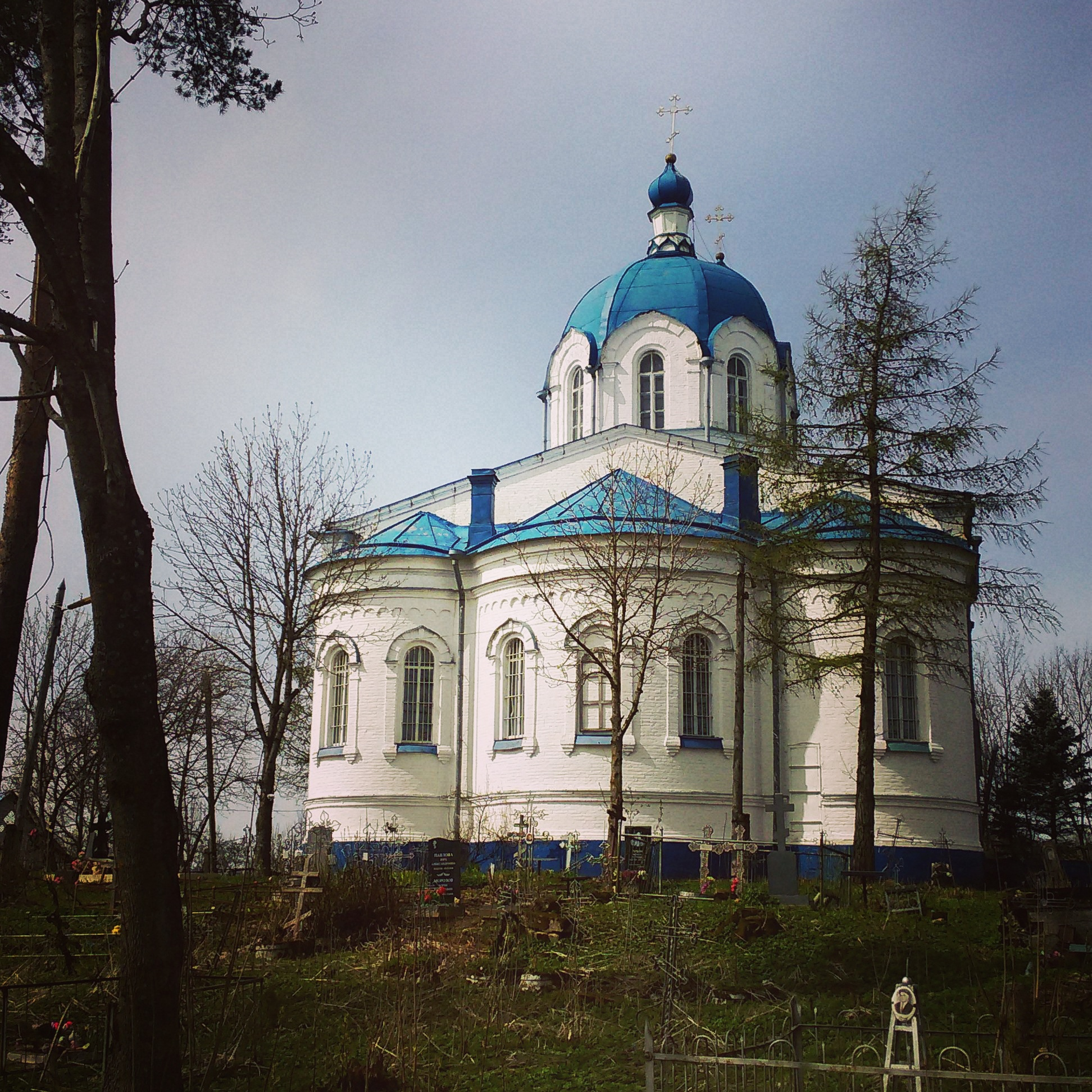
Вид на храм со стороны погоста (2015)